# Villadia aristata
Villadia aristata är en fetbladsväxtart som beskrevs av R. Moran. Villadia aristata ingår i släktet Villadia och familjen fetbladsväxter. Inga underarter finns listade i Catalogue of Life.